# Джангл Бой
Джек Пе́рри (англ. Jack Perry, род. 15 июня 1997, Лос-Анджелес, Калифорния) — американский рестлер, выступающий в All Elite Wrestling (AEW) под своим настоящим именем. Ранее был известен как Джангл Бой (англ. Jungle Boy). Действующий чемпион AEW TNT.

## Ранняя жизнь
Джек Перри родился в Лос-Анджелесе, Калифорния, 16 июня 1997 года. Он сын актёра Люка Перри (1966—2019) и Рейчел Шарп (род. 1969). Дед Перри по материнской линии — шотландский писатель и сценарист Алан Шарп (1934—2013).
Перри вырос как поклонник рестлинга и в возрасте двенадцати лет вместе с отцом посетил шоу WWE SummerSlam 2009. Псевдоним Джангл Бой основан на любви Перри к караоке и песне «Tarzan Boy» группы Baltimora.

## Карьера в рестлинге

### Раняя карьера (2015—2019)
Перри начал свою карьеру в независимых компания в 2015 году, дебютировав на шоу Underground Empire Wrestling — 2015 West Coast Cruiser Cup под именем Нейт Кой. Именно там он получил прозвище Джангл Бой, когда толпа скандировала про его внешнее сходство с Тарзаном. 20 ноября 2016 года Кой выиграл West Coast Cruiser Cup 2016. 17 августа 2018 года Кой выиграл титул чемпиона All Pro Wrestling в младшем тяжелом весе, его первый титул в рестлинге. 15 июня 2019 года он проиграл его Джейку Атласу на шоу Bay Area Bash. В феврале 2019 года Джангл Бой сформировал команду с Лучазавром под названием «Парень и его динозавр». В мае 2019 года Перри участвовал в матче в честь своего покойного отца, победив друга своего отца, актёра и бывшего чемпиона мира в тяжелом весе WCW Дэвида Аркетта.

### All Elite Wrestling (2019—н.в.)
В январе 2019 года Перри подписал контракт с новым промоушеном All Elite Wrestling (AEW). 25 мая 2019 года он дебютировал в AEW на первом в истории шоу Double or Nothing, участвуя в матче Casino Battle Royale, но был элиминирован Джимми Хэвоком. В следующем месяце на Fyter Fest Джангл Бой сразился с Джимми Хэвоком, Адамом Пейджем и MJF в четырёхстороннем матче, который выиграл Пейдж. 13 июля на Fight for the Fallen Джангл Бой объединился с Лучазавром против Анхелико, Джека Эванса и «Темного порядка» (Ивел Уно и Стю Грейсон), но «Темный порядок» победил. Вскоре после этого Джангл Бой и Лучазавр объединились с Марко Стантом, создав новую группировку под названием «Юрский экспресс». 31 августа на All Out «Юрский экспресс» победили SoCal Uncensored (Кристофер Дэниелс, Фрэнки Казариан и Скорпио Скай). В октябре Джангл Бой и Стант участвовали в турнире, чтобы определить первых командных чемпионов мира AEW, но вылетели, проиграв «Братьями Луча» (Пентагон-младший и Рей Феникс). 4 декабря на Dynamite Джангл Бой получил вызов от чемпиона мира AEW Криса Джерико продержаться с ним на ринге 10 минут, что он успешно сделал 18 декабря.
15 января 2020 года на Dark Джангл Бой одержал свою первую победу в AEW, после того как «Юрский экспресс» победил «Сильные сердца» (Сима, Эль Линдаман и Ти-Хоук). 23 мая на Double or Nothing Джангл Бой победил MJF. 5 сентября на All Out Джангл Бой и Лучазавр победили «Янг Бакс».
30 мая 2021 на Double or Nothing стал победителем мужского матча Casino Battle Royale и получил шанс на матч за титул чемпиона мира AEW. 26 июня на Dynamite он сразился против Кенни Омеги за титул, но проиграл.

## Титулы и достижения
- All Elite Wrestling
  - Победитель мужского Casino Battle Royale (2021)
  - Командный чемпион мира AEW (1 раз) — с Лучазавром
  - Чемпион AEW TNT (1 раз)
  - Чемпион FTW (1 раз)
- All Pro Wrestling
  - APW Junior Heavyweight Championship (1 раз)[11]
- Revolution Eastern Wrestling
  - REW Pakistan 24/7 Championship (1 раз)[12]
- DDT Pro-Wrestling
  - Чемпион железных людей в хеви-металлическом весе (1 раз)[13]
- Pro Wrestling Illustrated
  - № 93 в топ 500 рестлеров в рейтинге PWI 500 в 2020[14]
- Pro Wrestling Revolution
  - PWR Tag Team Championship (1 раз) — с Эль Простипируголфо[15]
- Underground Empire Wrestling
  - West Coast Cruiser Cup (2016)[16][17]
- Wrestling Observer Newsletter
  - Новичок года (2019)[18]